# 187. zračnoprevozna polkovna bojna skupina (ZDA)
Za druge 187. polke glejte 187. polk.
187. zračnoprevozna polkovna bojna skupina (izvirno angleško 187th Airborne Regimental Combat Team; kratica 187th ARCT) je bila zračnoprevozna polkovna bojna skupina Kopenske vojske Združenih držav Amerike.

## Zgodovina
Bojna skupina je bila ustanovljena 1. avgusta 1950 s preoblikovanjem 187. zračnoprevoznega pehotnega polka. Septembra istega leta je bila premeščena na Japonsko in nato še v Korejo. Po koncu vojne je bila dodeljena 101. zračnoprevozni diviziji.